# Berentzwiller
Berentzwiller es una comuna francesa, situada en el departamento de Alto Rin, en la región  de Alsacia.

## Demografía
| 207 | 207 | 207 | 222 | 233 | 313 |
| Para los censos de 1962 a 1999 la población legal corresponde a la población sin duplicidades (Fuente: INSEE [Consultar]) |     |     |     |     |     |